# Jack Grealish
Jack Peter Grealish (ur. 10 września 1995 w Birmingham) – angielsko-irlandzki piłkarz, występujący na pozycji pomocnika w angielskim klubie Manchester City oraz w reprezentacji Anglii. Wychowanek Aston Villi. Były młodzieżowy reprezentant Anglii oraz Irlandii.

## Kariera klubowa
13 sierpnia 2013 został wypożyczony do angielskiego zespołu Notts County występującego w League One. 14 sierpnia 2013 roku, zadebiutował, wchodząc z ławki rezerwowych w 59 minucie w spotkaniu z Milton Keynes Dons. 17 stycznia 2014 roku został ponownie wypożyczony do Notts County do końca sezonu 2013/14.
7 maja 2014 powrócił z wypożyczenia. Zadebiutował w pierwszej drużynie Aston Villi w meczu z Manchesterem City, przegrywając 0:4.
5 sierpnia 2021 Manchester City ogłosił podpisanie kontraktu z piłkarzem do końca 2027 roku, który przyjął numer 10 po Sergio Agüero. Wiele angielskich mediów podało informację, iż kwota transferu wyniosła 100 milionów funtów, co czyniło Grealisha najdroższym angielskim piłkarzem w historii i najdroższym piłkarzem zakupionym kiedykolwiek przez angielski klub, do momentu pobicia tegoż rekordu w 2023.

## Osiągnięcia
- Mistrzostwo Anglii: 2021/2022, 2022/2023, 2023/2024
- Puchar Anglii: 2022/2023
- Liga Mistrzów UEFA: 2022/2023
- Superpuchar Europy UEFA: 2023
- Klubowe mistrzostwo świata: 2023